# Драго Бранковић
Драго Бранковић (Општина Челинац, 6. мај 1945) српски је педагог, учитељ и професор у школама и факултетима универзитета у Источном Сарајеву и Бања Луци, гдје уједно и врши функцију декана на Филозофском факултету у Бања Луци. Дописни члан у радном саставу Академије наука и умјетности Републике Српске од 2008. године, а редовни члан у радном саставу од 2012. године. Од 2020. године обавља дужност секрета одељења друштвених наука Академије наука и умјетности Републике Српске.

## Биографија
Професор др Драго Бранковић рођен је 6. маја 1945. године у Јошавци у општина Челинац. Основну школу завршио је у Челинцу, а учитељску школу у Бањој Луци. Дипломирао је 1973. године на факултету педагогија–психологија на Филозофском факултету у Сарајеву. Постдипломске студије завршио је на истом факултету 1988. године. Докторску тезу под називом "Развојни токови и домети дидактичких теорија" одбранио је на Филозофском факултету у Новом Саду 1994. године.
Драго Бранковић радио низ различитих послова и то као: учитељ, помоћник директора основне школе, просвјетни савјетник. Оснивањем Филозофског факултета у Бањој Луци биран је за доцента 16. септембра 1994. године, за ванредног 13. јула 1999. године и редовног професора 26. октобра 2004. године на предметету Општа педагогија. Изводио је све облике наставно-научног процеса из предметима Општа педагогија I, Методологија педагошких истраживања, савремених токова у педагогији и Методологија научног рада.
Такође је био је гостујући професор на филозофским факултетима у Петрињи и Источном Сарајеву. Био је водитељ интернационалног постдипломског студија уГетеборгу, Сарајеву и Бањалуци под називом „Супервизија у социјалном раду” и одговорни наставник на модулу „Педагошки модели и супервизија”. Боравио је у Шведској, Финској, САД, Италији, Бугарској, Пољској, Аустрији, и том приликом се упознао са њиховим образовним системима.
На Филозофском факултету у Бањој Луци радио је на оснивању више студијских програма и то: педагогија, учитељски студиј, журналистика, социјални рад и предшколско васпитање. Вршио је дужност водитеља више студијских одсјека, продекан од 1995. до 1999. и декан од 1999. Био је члан и предсједник Савјета Универзитета у Бањој Луци. Вишегодишњи је члан редакције педагошког часописа „Наша школа”, зборника Института за педагошка истраживања у Београду и часописа „Социјална мисао”.
Био је ментор у изради већег броја докторских дисертација, магистарских и специјалистичких радова из педагогије. До сада је објавио више научних монографија, књига, научних и стручних радова, те критичких осврта и приказа.
За дописног члана Академије наука и умјетности Републике Српске изабран је 5. септембара 2008. године, а за редовног члана 21. децембра 2012. године.

## Дела
- Педагошке теорије (Научне основе и развојни токови), Бања Лука (1999; 2001; 2004; 2010);
- Интерактивно учење I, II, III и IV, Бања Лука, 2000;
- Основи државног уређења и школско законодавство, Бања Лука, 2003;
- Методика информатичког образовања са основима информатике, Бања Лука, Београд, 2003;
- Основи педагогије, Бања Лука (2004; 2006); Иновације у универзитетској настави (поучавање – учење – самоучење), Бања Лука, 2005;
- Супервизија и менаџмент у социјалном раду, Бања Лука, Сарајево, Гетеборг (2007);
- Теоријска схватања односа педагогије и кибернетике, Радови, Филозофски факултет, Бања Лука, бр. 1–2 (1998);
- Наука и континуитет српске духовности, у: Зборник „Наука и образовање – битни чиниоци српске духовности”, Филозофски факултет, Бања Лука (2001);
- Емпиријски приступ конституисању посебних педагошких теорија, Институт за педагошка истраживања, Зборник бр. 33, Београд (2001);
- Антиномије у педагошким схватањима друге половине ХХ вијека, у: Југословенска педагогија друга половина 20. вијека, Филозофски факултет Београд, Учитељски факултет Ужице, (2004);
- Разработка методики инфомрационного образования, Управление и власть, Социологический альманах, Выпуск 3, Минск, (2005);

Холистичко схватање процеса формирања моралне личности, Паисиеви четенија (езикознание), Пловдив, Научни трудове, том 44, кн. 1 сб. А;
- Стање и перспективе развоја педагошке науке у Републици Српској, Бања Лука, Наша школа, бр. 3–4 (2009);

Pedagoške osnove savremenog modela postdiplomskih studija u socijalnom radu (supervizija i menadžment), Banja Luka, Sarajevo, Geteborg; Cajvert Lј., Branković D. (2011).
- Development of a contemporary model of postgraduate studies as part of a donor project, Banja Luka, Sarajevo, Geteborg, (2011);
- Стање и перспективе научно-истраживачког рада у Републици Српској, у: Република Српска двадесет година развоја, Бања Лука, АНУРС (2012);
- The role of academic communiti in stimulating innovativity and development. у: El papel del mundo academico en la sociedad del futuro, Barcelona, Real Academia de Siencias Economicas y Financieras; Informal Youth Violence, ICEEM 2012, 2nd International conference on Economic, Education and Menagment, Scanghai, China.